# Conseil départemental de la Meuse
Le conseil départemental de la Meuse est l'assemblée délibérante du département français de la Meuse, collectivité territoriale décentralisée. Son siège se trouve à Bar-le-Duc.
Avant le renouvellement des assemblées départementales de mars 2015, cette instance portait le nom de conseil général de la Meuse.

## Conseil départemental (depuis 2021)

### Le président
| Présidents du conseil départemental | Présidents du conseil départemental | Présidents du conseil départemental | Présidents du conseil départemental | Présidents du conseil départemental |
| Période                             | Période                             | Identité                            | Étiquette                           | Étiquette                           |
| ----------------------------------- | ----------------------------------- | ----------------------------------- | ----------------------------------- | ----------------------------------- |
| 2021                                | en cours                            | Jérôme Dumont                       |                                     | DVD                                 |

### Les vice-présidents
Pour épauler le président, 10 vice-présidents ont été désignés en 2021 avec les délégations de fonctions : 
- 1ère Vice-Présidente : Hélène Sigot-Lemoine (Les Républicains) - éducation, jeunesse, culture
- 2e Vice-Président : Gérard Abbas (DVD) - finances, administration générale et affaires du département
- 3e Vice-Présidente : Jocelyne Antoine (DVD) - développement et accompagnement des territoires, transfrontalier, contractualisation et relations avec la Région
- 4e Vice-Président : Serge Nahant (UDI) - routes, désenclavement, aménagement foncier
- 5e Vice-Présidente : Marie-Christine Tonner (DVC) - enfance, famille
- 6e Vice-Président : Stéphane Perrin (DVD) - insertion, activité, emploi, économie sociale et solidaire
- 7e Vice-Présidente : Isabelle Perin (SE) - tourisme, sports
- 8e Vice-Président : Jean-Philippe Vautrin (DVD) - environnement, transition écologique, agriculture et forêt
- 9e Vice-Présidente : Véronique Philippe (DVD) - autonomie
- 10e Vice-Président : Julien Didry (DVD) - attractivité, innovation, numérique, démocratie participative

### Les conseillers départementaux
Depuis 2015, le conseil départemental de la Meuse compte 34 conseillers départementaux (17 femmes et 17 hommes) issus des dix-sept cantons de la Meuse.
| Président du Conseil départemental |       |       |      |                         |
| Jérôme Dumont (DVD)                |       |       |      |                         |
| Parti                              | Sigle | Sigle | Élus | Groupes                 |
| Majorité (26 sièges)               |       |       |      |                         |
| Divers droite                      |       | DVD   | 14   | Majorité départementale |
| Les Républicains                   |       | LR    | 3    | Majorité départementale |
| Divers Centre                      |       | DVC   | 9    | Majorité départementale |
| Opposition (8 sièges)              |       |       |      |                         |
| Parti socialiste                   |       | PS    | 5    | Gauche                  |
| Parti communiste français          |       | PCF   | 1    | Gauche                  |
| Divers gauche                      |       | DVG   | 2    | Gauche                  |

## Conseil général (jusqu'en 2021)

### Liste des présidents
De 1790 à 2015, 36 personnes se sont succédé à la présidence du conseil général.
| Période                            | Période                      | Identité                     | Étiquette                    | Étiquette                    |
| Président du conseil général       | Président du conseil général | Président du conseil général | Président du conseil général | Président du conseil général |
| ---------------------------------- | ---------------------------- | ---------------------------- | ---------------------------- | ---------------------------- |
| 1945                               | 1973                         | Louis Jacquinot              |                              | UDR                          |
| 1973                               | 1982                         | André Madoux                 |                              | UDF                          |
| 1982                               | 1998                         | Rémi Herment                 |                              | UDF                          |
| 1998                               | 2001                         | Roger Dumez                  |                              | DVD                          |
| 2001                               | 2004                         | Bertrand Pancher             |                              | UDF                          |
| 2004                               | 2015                         | Christian Namy               |                              | PR-UDI                       |
| Président du conseil départemental |                              |                              |                              |                              |
| 2015                               | 2021                         | Claude Léonard               |                              | LR                           |

### Les conseillers généraux
Jusqu'en 2015, le conseil général de la Meuse comptait 31 conseillers généraux issus des 31 cantons de la Meuse.
| Parti                             | Sigle | Sigle | Élus |
| --------------------------------- | ----- | ----- | ---- |
| Opposition (12 sièges)            |       |       |      |
| Parti communiste français         |       | PCF   | 1    |
| Parti socialiste                  |       | PS    | 10   |
| Parti radical de gauche           |       | PRG   | 1    |
| Divers (2 sièges)                 |       |       |      |
| Sans étiquette                    |       | SE    | 1    |
| Mouvement démocrate               |       | MoDem | 1    |
| Majorité (17 sièges)              |       |       |      |
| Mouvement démocrate               |       | MoDem | 1    |
| Divers droite                     |       | DVD   | 8    |
| Parti radical                     |       | RAD   | 3    |
| Union pour un mouvement populaire |       | UMP   | 4    |
| Mouvement pour la France          |       | MPF   | 1    |
| Président du Conseil Général      |       |       |      |
| Christian Namy (UDI-PR)           |       |       |      |

## Budget
| Années | Budget total | Budget total | Dépenses (M€)  | Dépenses (M€)  | Recettes (M€)  | Recettes (M€)  |
| Années | M€           | €/hab.       | Fonctionnement | Investissement | Fonctionnement | Investissement |
| ------ | ------------ | ------------ | -------------- | -------------- | -------------- | -------------- |
| 2002   | 158,7        | 826          | 104,1          | 54,6           | 119,3          | 39,4           |
| 2003   | 193,9        | 1 009        | 119,7          | 74,1           | 132,2          | 61,7           |
| 2004   | 221,1        | 1 151        | 134,2          | 86,9           | 147,4          | 73,8           |
| 2005   | 215,1        | 1 119        | 138,2          | 76,9           | 154,1          | 61,0           |
| 2006   | 234,4        | 1 216        | 150,0          | 84,4           | 168,0          | 66,4           |
| 2007   | 253,6        | 1 314        | 168,3          | 85,2           | 182,7          | 81,8           |
| 2008   | 257,3        | 1 336        | 175,6          | 81,7           | 191,0          | 78,6           |
| 2009   | 242,7        | 1 212        | 185,7          | 56,9           | 199,5          | 65,6           |
| 2010   | 240,1        | 1 199        | 183,7          | 56,3           | 203,0          | 44,1           |
| 2011   | 229,3        | 1 144        | 185,6          | 43,8           | 204,4          | 25,0           |
| 2012   | 238,8        | 1 192        | 192,2          | 46,6           | 213,7          | 25,1           |
| 2013   | 239,4        | 1 194        | 194,2          | 45,1           | 215,2          | 21,2           |
| 2014   | 243,8        | 1 219        | 201,7          | 42,1           | 215,0          | 28,8           |

Le budget primitif provisoire de 2015, voté en décembre 2014, est de 236 millions d'euros, avec 204 millions d'euros de dépenses de fonctionnement et 36,16 millions d'euros d'investissement.

## L'Hôtel du département

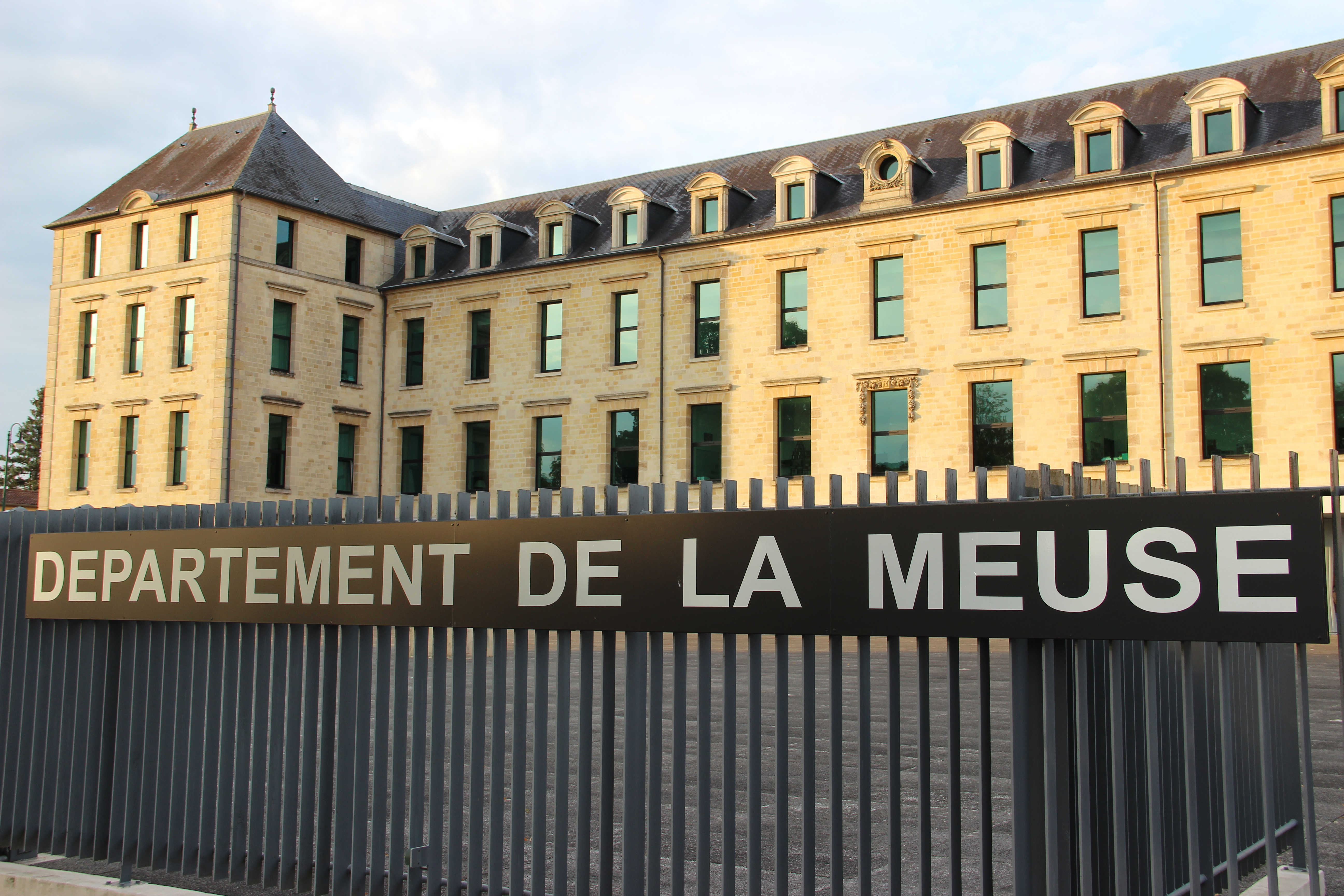
Façade avant de l'Hôtel du département.

### Historique d'usages
Il se situe à la sortie de la ville haute de Bar-le-Duc, au centre des rues Naga, d'Aulnois et de la Résistance ; sur cette façade se trouve une plaque en hommage aux morts de la Seconde Guerre mondiale. Cette bâtisse, en dehors des fortifications de la ville au XIXe siècle a été une école normale de filles, construite par Micault en 1883 sur un plan en H avec les pierres de Savonnières et un toit d'ardoises à double pente. Il fut un hôpital militaire pendant la Première Guerre mondiale, puis une prison pendant la seconde. Il retrouvait sa fonction d'école jusqu'en 1988. Rénové en 1991 par Dominique Perrault, il accueille les services du département.

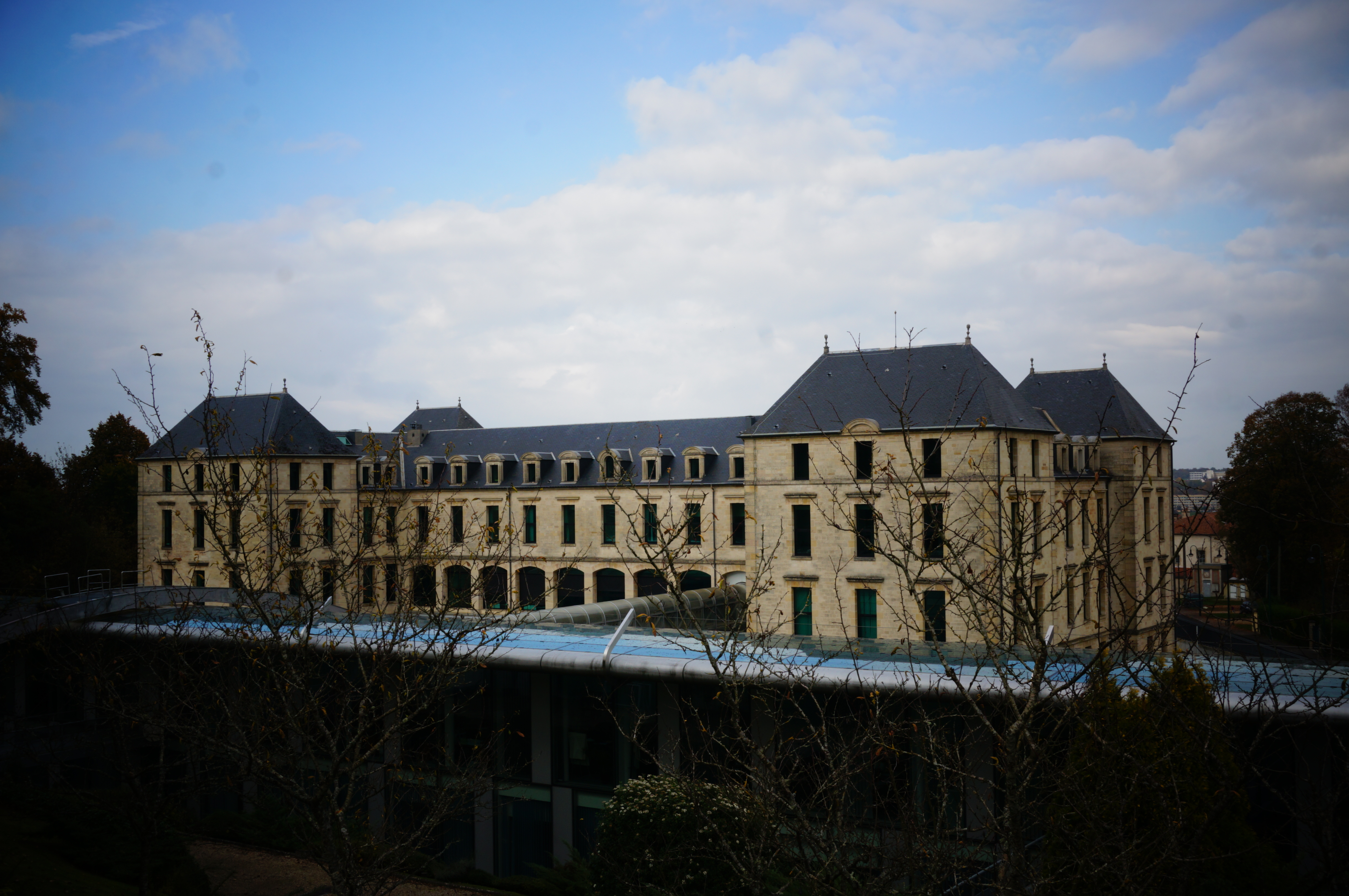
Façade arrière de l'Hôtel du département.
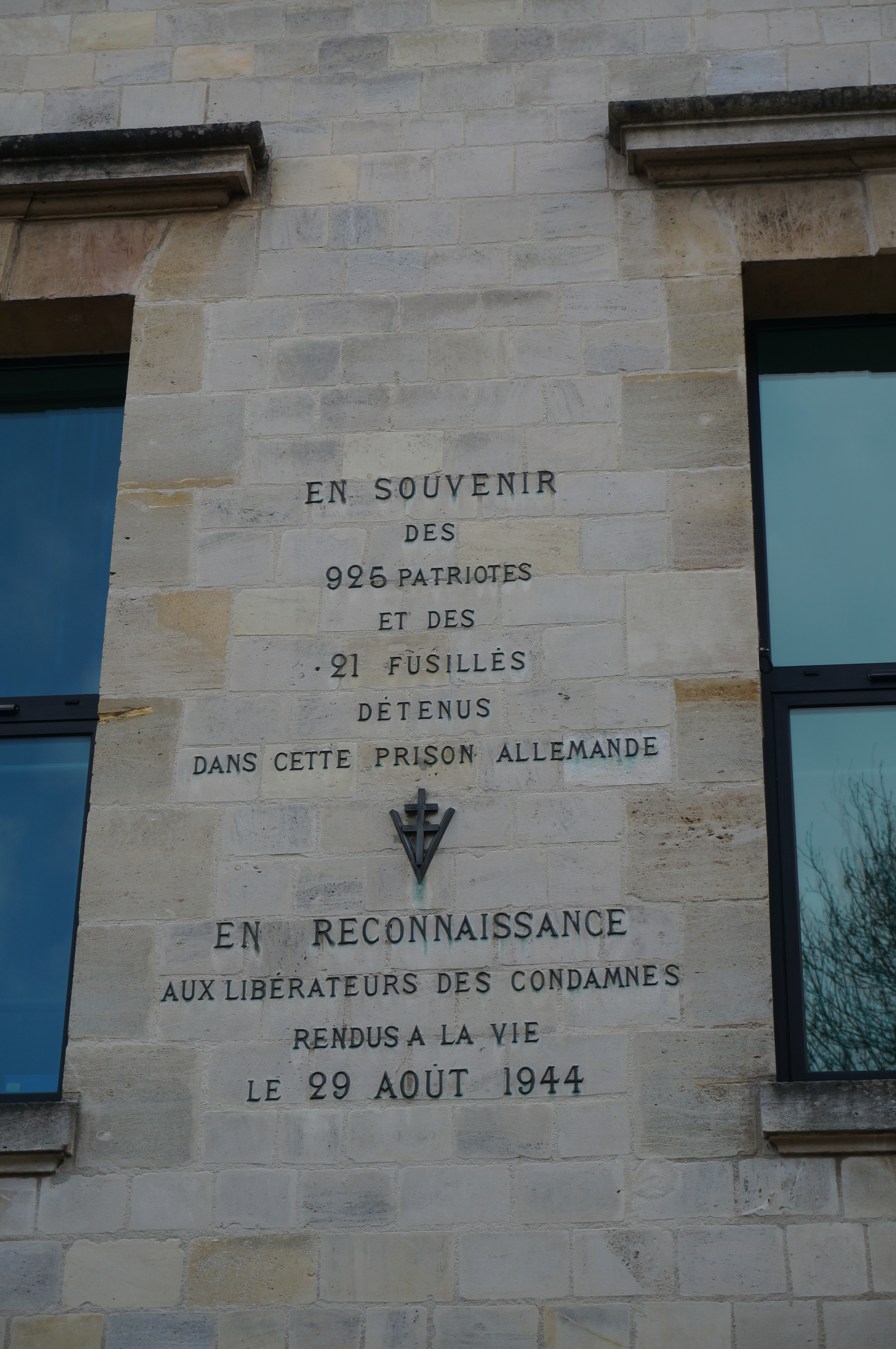
Aux résistants.
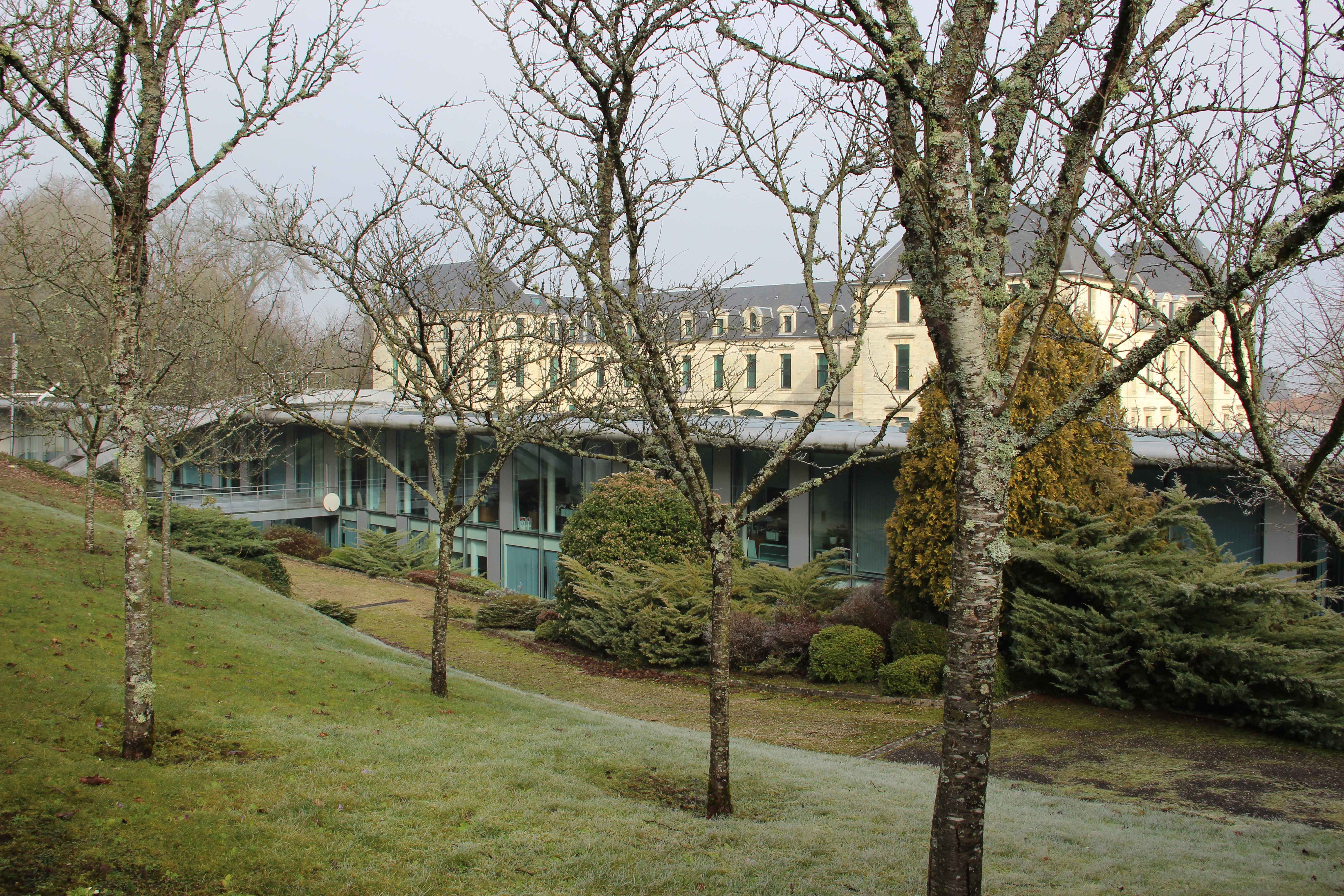

### Description de l'architecture
Cet ancien bâtiment de style néoclassique, construit en pierre, a été modifié et restructuré en 1993 par l'architecte français Dominique Perrault. Il inclut au bâti ancien un nouveau rez-de-chaussée vitré, offrant une transparence visuelle vers la nouvelle architecture. Le terrain autour du bâtiment a été remodelé pour créer un parvis d’accueil au nord et un miroir d’eau au sud.
Le second édifice, plus moderne, est de forme rectangulaire (90 m x 20 m), avec un niveau au nord et deux au sud. Il est couvert par un toit incurvé en verre qui fait également office de façade nord, créant une continuité avec le paysage. Cette structure en verre est soutenue par une charpente en acier visible, qui intègre éclairage et persiennes. La façade sud, en verre toute hauteur, s’ouvre sur un jardin en pente.
Le dialogue entre l’architecture ancienne et nouvelle est marqué par la différence de styles, mais les deux bâtiments se complètent, chacun ayant son caractère propre tout en formant un ensemble cohérent.

## Identité visuelle (logo)

Logo de la Meuse (conseil général) de [Quand ?] à avril 2015
Logo de la Meuse (conseil départemental) depuis avril 2015